# Флег лига Србије
Флег лига Србије је највиши ранг такмичења у флег фудбалу у Србији, бесконтактној верзији америчког фудбала за узраст до 16 година. Лига је формирана 2010. године и први наслов освојили су Индијанси из Инђије. Највише титула има екупа Сирмијум лиџонарса из Сремске Митровице, укупно три, а они су и тренутни прваци.

## Клубови у сезони 2014.
| Север 1              | Север 2                   |
| -------------------- | ------------------------- |
| Пантерси Панчево     | Вукови Београд            |
| Најтси Клек          | Форестлендерси Младеновац |
| Индијанси Инђија     | Хокси Обреновац           |
| Вајлд догси Нови Сад | Сирмијум лиџонарси        |

| Југ 1                 | Југ 2                    |
| --------------------- | ------------------------ |
| Ејнџел вориорси Чачак | Блек хорнетси Јагодина   |
| Ројал краунси Краљево | Витезови Пирот           |
| Вервулвси Ваљево      | Стробери келтси Јагодина |
| Пастуви Пожаревац     | Голден берси Бор         |

## Досадашњи прваци
- 2014. —
- 2013. — Сирмијум лиџонарси
- 2012. — Сирмијум лиџонарси
- 2011. — Сирмијум лиџонарси
- 2010. — Индијанси Инђија